# Podocarpus polyspermus
Espèce
Statut de conservation UICN

 EN  : En danger
Podocarpus polyspermus est une espèce de plantes de la famille des Podocarpacées.